# 八千代市コミュニティバス
八千代市コミュニティバス（やちよしコミュニティバス）は、千葉県八千代市が運行するコミュニティバス。京成バス習志野出張所に運行を委託している。
1998年（平成10年）3月2日より、八千代市公共施設循環バス（やちよしこうきょうしせつじゅんかんバス）として運行開始、市内をぐるっと回ることから「ぐるっと号」の愛称が付けられ、4コースの運転が行われた。
その後、八千代市公共施設循環バス「ぐるっと号」は2012年8月31日をもって廃止され、翌9月1日より新たに「八千代市コミュニティバス」として試行運行を実施した。その結果、2014年8月1日より「八千代台コース」のみ運行継続されている。

## 概要
千葉県八千代市は、戦後の高度経済成長期に東京のベッドタウンとして人口が増加し、市内には八千代台団地、高津団地、村上団地などの大規模団地が造成された。
その頃に移住してきた人々の高齢化が進んでいくものと推定されたため、自家用車などの交通手段を持たない市民を含めた幅広い年齢層の交通の利便性を確保するとともに、市内の公共施設の利用促進や地域コミュニティ活動の活性化などを目的として、八千代市はコミュニティバスの運行を検討開始した。
そして1998年（平成10年）3月2日から、八千代市公共施設循環バス「ぐるっと号」の運転を行うこととし、市が委託バス事業者に対し、車両の購入費用および1コースにつき年間1,600万円を限度とした補助を行うこととした。
「ぐるっと号」の運行開始時は、京成電鉄直営時代の京成バス（長沼営業所）に委託し、運行開始に際しては、専用車として日産ディーゼル・RN（富士重工業8E車体架装）が1台「ぐるっと号」専用カラーで導入された。当時の京成電鉄自動車部では日産ディーゼル製車両の導入が極めて少なく、当時は高速車がごく少数在籍するに過ぎなかったため、当時は唯一の日産ディーゼル製路線車であった。
2000年代に入るとバス事業の規制緩和が行われ、これに伴い、市内で一般路線バスを運行する東洋バスが不採算路線の廃止を行ったため（米本団地 - 小室間など）、初期の目的のほか、阿蘇地区におけるスクールバスとしての利用など、既存のバス路線が廃止あるいは存在しない公共交通不便地域における公共交通としても利用されるようになった。
こうして「ぐるっと号」は運行を続けてきたが、2007年には運行開始から10年近くが経過したこともあり、八千代市におけるバス路線環境の変化や市の財政再建などともあいまって、「ぐるっと号」の運行形態の見直しが進められた。
その結果、2012年（平成24年）8月31日をもって「ぐるっと号」は運行終了し、翌9月1日から新たに「八千代市コミュニティバス」として1年間の試行運行を行った。
さらに2014年（平成26年）1月7日からはコースを見直し、3月31日まで3か月間の試行運行を行った。その結果、八千代台コースのみが継続、他コースは7月31日にて廃止となった。

## 沿革
- 1998年（平成10年）3月2日：公共施設循環バス「ぐるっと号」の運行を開始。
  - これに伴い専用車両を1台導入、京成電鉄長沼営業所に配置[1]。
- 2000年（平成12年）2月9日：京成電鉄佐倉営業所がちばグリーンバスへ分社化されるのに伴い、佐倉営業所花見川車庫が長沼営業所へ移管され、長沼営業所花見川車庫となる。
  - これにより「ぐるっと号」が花見川車庫へ移管され、専用車両（N701号車）も花見川車庫へ転属する[2]。
- 2003年10月1日：京成電鉄がバス事業を分社化し、京成バス株式会社が営業開始[2]。これにより「ぐるっと号」の委託事業者が京成電鉄から京成バス株式会社となる。
- 2012年（平成24年）
  - 8月31日：公共施設循環バス「ぐるっと号」の運行を終了。
  - 9月1日：新たに「八千代市コミュニティバス」として1年間の試行運行を開始[5]。
  - 12月23日：京成バスの担当コースを、長沼営業所花見川車庫から新都心営業所習志野出張所へ移管。
- 2013年（平成25年）9月1日：最終便の運行時間を繰り上げて、試行運行の期間を延長。
- 2014年（平成26年）
  - 1月7日：新ルートへ変更した上で、同年3月31日まで3か月間の予定で試行運行を再延長[6][7]。
  - 7月31日：試行運行を終了、本格運行へ移行。試行運行の結果、八千代台コースのみ運行継続。他コースは同日をもって運行終了[6]。
- 2024年（令和6年）4月6日：土休日ダイヤを一部改正[3][8]。

## 運行内容
現行路線は「八千代台コース」1路線のみで、年中無休で運行する。

### 運賃・乗車券類
運賃制度は以下のとおり（2024年4月現在）。
- 大人：170円（IC運賃168円）
- 小学生：90円（IC運賃84円）
- 未就学児：無料
- 障害者と介助者1名まで、小学生運賃と同額となる。
- 均一運賃制であるが、乗降方法は中乗り前降り後払いである。

## 現行路線
2014年1月7日から運行開始した試行運行は9コースがあったが、2014年8月1日からは八千代台コースのみの運行となっている。運行は京成バス新都心営業所習志野出張所に委託している。2015年9月1日からPASMOが導入された。

### 八千代台コース
- 南市民の森 - 八千代台駅東口 - 東子供の森 - 八千代台駅西口 - 愛宕公会堂 - 八千代台駅西口 - 東子供の森 - 八千代台駅東口 - 南市民の森

八千代台駅東口・西口を経由して市内を巡る循環運行であるが、実際の運行は以下のようになっている。
- 1便・4便：八千代台南市民の森 →（八千代台駅東口通過）→ 八千代台東子供の森
- 2便：八千代台東子供の森 → 八千代台駅東口 → 八千代台南市民の森
- 3便・5便・7便・11便：八千代台南市民の森 → 八千代台駅東口 → 八千代台東子供の森 → 八千代台北二丁目 → 八千代台駅西口 → 愛宕公会堂 → 八千代台駅西口
- 6便・8便・12便：八千代台駅西口 → 八千代台北三丁目 → 八千代台東子供の森 → 八千代台駅東口 → 八千代台南市民の森
- 9便・10便：八千代台南市民の森 → 八千代台駅東口 → 八千代台東子供の森 → 八千代台北二丁目 → 八千代台駅西口 → 愛宕公会堂 → 八千代台駅西口 → 八千代台北三丁目 → 八千代台東子供の森 → 八千代台駅東口 → 八千代台南市民の森
  - 1便、2便、4便は土休日・春休み・夏休み・冬休みを除く平日のみ運行。
  - 3便は土休日のみ運休。

## 廃止路線

### 公共施設循環バス「ぐるっと号」
「ぐるっと号」は4コースがあり、A - Cコースは東洋バス新山営業所、Dコースは京成バス長沼営業所花見川車庫に委託していた。
各コースとも運賃は100円均一であった。毎週月曜日から金曜日に運行され、土日は運休であった。(平日の祝日などは運行）。
各コースは、右回りと左回りが一日3回ずつ運行され、1周あたりの所要時間は1時間20分ほどであった。バス停留所には各コースごとにバス停ナンバリングが1から順に付与されていた。
運行開始時から京成バスはスロープ付き小型ワンステップバスの日産ディーゼル・RNを導入しており、車椅子での利用もできたが、安全上の問題もあり車椅子では乗降できるバス停が限られていた。
「ぐるっと号」の多くの区間は、過去に東洋バスや京成電鉄（のち京成バス）が路線を持っていた区間であり、それらの廃止代替バスとしての役割も担っていた。

#### Aコース
- 市民会館 - 八千代市役所 - 大和田駅入口 - 八千代台東子供の森 - 八千代台駅東口 - 八千代台南市民の森 - 愛宕公会堂 - 八千代台図書館 - 高津団地入口 - 大和田新田下区公会堂 - 八千代市役所 - 市民会館

#### Bコース
- 市民会館 - 八千代市役所 - 八勝園前 - 勝田台市民文化プラザ - 村上駅入口 - 大師前 - ふれあいプラザ - 上高野公民館 - 神野十字路 - はばたき職業センター - 阿蘇中学校 - 村上支所 - 村上駅入口 - 市民会館

#### Cコース
- 市民会館 - 八千代市役所 - 萱田小学校 - 八千代ふるさとステーション - 米本団地 - 平戸 - 小池 - 島田入口 - 睦運動広場 - 麦丸本郷 - 郷土博物館 - 市民体育館 - 市民会館

#### Dコース
- 市民会館 - 八千代市役所 - 八千代中央駅入口 - 農業会館 - 睦運動広場 - 八千代西高校 - 緑が丘駅入口北 - バラ園入口 - 八千代市役所 - 市民会館
  - 2004年4月1日 緑ヶ丘プラザ入口を経由するように改める。

### 2012年の試行運行
2012年9月1日から、7コースで試行運行を開始した。
- 南部コース、村上駅コース、平戸橋コース、阿蘇小学校通学支援コースは東洋バス新山営業所に運行委託していた。
- 市営霊園コース、八千代中央駅コース、睦小学校通学支援コースは、2012年12月22日までは京成バス長沼営業所が受託していたが、翌12月23日からは京成バス新都心営業所習志野出張所へ移管された。

各コースとも運賃は200円均一に改定された。ただし、八千代中央駅、村上駅、米本団地で各コースとの乗り継ぎが可能で、乗り継ぎ後の運賃は100円だった。
2013年8月31日で試行運行の期限を迎えたが、最終便の運行時刻を繰り上げた上で、同年12月28日まで運行を継続した。

#### 南部コース
- 下記以外の便：八千代台南市民の森 - 八千代台駅東口 - 八千代台東子供の森 - （→ 八千代台北二丁目 / ← 八千代台北三丁目） - 八千代台駅西口 - 愛宕公会堂 - 八千代台駅西口 - （→八千代台北三丁目 /← 八千代台北二丁目） - 大和田駅入口 - 大和田駅 - 八千代市役所 - 八千代中央駅 - 市民体育館 - 村上駅 - 台町公園 - 勝田台市民文化プラザ
- 八千代台南市民の森発1便・3便：八千代台南市民の森 →（八千代台駅東口通過）→ 八千代台東子供の森
- 八千代台東子供の森発1便：八千代台東子供の森 → 八千代台駅東口 → 八千代台南市民の森
  - 八千代台南市民の森発1便・3便と八千代台東子供の森発1便は、土休日・春休み・夏休み・冬休みを除く平日のみ運行

#### 村上駅コース
- 米本団地 - 逆水入口 - もえぎ野 - 神野十字路 - 少年自然の家入口 - 上高野公会堂 - ふれあいプラザ - 大師前 - 黒沢台 - 村上駅

#### 平戸橋コース
- 米本団地 → 八千代ふるさとステーション → 島田十字路 → 大学前 → 神崎 → 平戸 → 神野十字路西 → もえぎ野 → 逆水入口 → 米本団地

#### 阿蘇小学校通学支援コース
- 米本団地 - 米本団地入口 - 阿蘇小学校 - もえぎ野 - 神野十字路 - 少年自然の家入口 - 上高野公会堂 - ふれあいプラザ
  - 八千代市立阿蘇小学校のスクールバス混乗型。土休日・春休み・夏休み・冬休みを除く平日のみ運行。

#### 市営霊園コース
- 米本団地 → 八千代ふるさとステーション→ 大学前 → 八千代市営霊園 →小池 → 神崎 → 平戸 → 学園台五丁目 → 大学前 → 米本団地

#### 八千代中央駅コース
- 米本団地 - 八千代ふるさとステーション（米本団地発1便と八千代中央駅発最終便のみ通過） - 島田入口 - 睦運動広場 - 睦運動広場 - 睦小学校 - 麦丸本郷 - 城橋台 - 農業会館 - 八千代中央駅

#### 睦小学校通学支援コース
- 睦小学校通学支援コース朝便：米本団地→島田→平戸→神崎→学園台五丁目→小池→大学前→島田入口→睦運動広場→睦小学校→麦丸本郷→城橋台→農業会館→尾崎公会堂→桑橋→睦運動広場→睦小学校
- 睦小学校通学支援コース夕1便：睦小学校→麦丸本郷→城橋台→農業会館→尾崎公会堂→桑橋→睦公民館→島田入口→大学前→小池→学園台五丁目→神崎→平戸→島田→米本団地
- 睦小学校通学支援コース夕2便：睦小学校→麦丸本郷→城橋台→農業会館→尾崎公会堂→八千代西高校→睦郵便局→睦公民館→島田入口→大学前→小池→学園台五丁目→神崎→平戸→島田→米本団地
  - 八千代市立睦小学校のスクールバス混乗型。土休日・春休み・夏休み・冬休みを除く平日のみ運行

### 2014年の試行運行
その後、コース、運賃制度の変更を行い、2014年1月7日から3月31日まで9コースで運行し、2014年7月31日をもって以下の路線が廃止され、東洋バスは撤退した。
- 高津コース、大和田コース、勝田台コース、村上駅コース、平戸・小池コース、阿蘇小学校通学支援コースは東洋バス新山営業所に運行委託していた。
- 八千代中央駅コース、睦小学校通学支援コースは、京成バス新都心営業所習志野出張所に委託していた。

#### 高津コース
- 高津団地 - 高津小鳥の森 - 大和田新田下区公会堂 - 八千代市役所 - 市民会館

#### 大和田コース
- 大和田駅 - 大和田駅入口 - 大和田三叉路 - 八千代市役所 - 市民会館

#### 勝田台コース
- 勝田台駅 - 勝田台市民文化プラザ - 台町公園入口 - 大和田三叉路 - 八千代市役所 - 市民会館

#### 村上駅コース
- 下記以外の便：米本団地 - 逆水入口 - もえぎ野 - 神野十字路 - 阿宗橋 - 少年自然の家入口 - 上高野公会堂 - ふれあいプラザ - 大師前 - 黒沢台 - 村上駅 - 市民会館 - 八千代市役所
- ふれあいプラザ発3便：（阿蘇小学校通学支援コース米本団地発夕2便から直通）→ふれあいプラザ→大師前→黒沢台→村上駅→市民会館→八千代市役所

#### 平戸・小池コース
- 米本団地→逆水入口→もえぎ野→神野十字路西→平戸→神崎→八千代市営霊園→小池→大学前→島田十字路→八千代ふるさとステーション→米本団地

#### 阿蘇小学校通学支援コース
- 米本団地 - 米本団地入口 - 阿蘇小学校 - もえぎ野 - 神野十字路 - 少年自然の家入口 - 上高野公会堂 - ふれあいプラザ→（米本団地発夕2便のみ村上駅コースへ直通）
  - スクールバス混乗型。土休日・春休み・夏休み・冬休みを除く平日のみ運行。

#### 八千代中央駅コース
- 睦小学校 - 桑橋 - 八千代西高校 - 尾崎公会堂 - 麦丸新田 - 農業会館 - 市民活動サポートセンター - 八千代中央駅 - 市民会館 - 八千代市役所

#### 睦小学校通学支援コース
- 睦小学校通学支援コース朝便：米本団地→島田→平戸→神崎→学園台五丁目→小池→大学前→島田入口→睦運動広場→睦小学校→麦丸本郷→城橋台→農業会館→尾崎公会堂→桑橋→睦運動広場→睦小学校
- 睦小学校通学支援コース夕1便：睦小学校→麦丸本郷→城橋台→農業会館→尾崎公会堂→桑橋→睦公民館→島田入口→大学前→小池→学園台五丁目→神崎→平戸→島田→米本団地
- 睦小学校通学支援コース夕2便：睦小学校→麦丸本郷→城橋台→農業会館→尾崎公会堂→八千代西高校→睦郵便局→睦公民館→島田入口→大学前→小池→学園台五丁目→神崎→平戸→島田→米本団地
  - スクールバス混乗型。土休日・春休み・夏休み・冬休みを除く平日のみ運行。

## 車両
- 現行車両
  - 八千代市マスコットキャラクター「やっち」のステッカーを貼付した、京成バスカラーの三菱ふそう・エアロミディMJ（KK-MJ23HE、0301号車）が充当されている[3][4]。
  - この車両は、2015年4月1日から専用車として運用開始された。

- 過去の車両
  - 「ぐるっと号」運行開始時に、京成バスが専用車として専用カラーの日産ディーゼル・RNを1台（N701号車、KC-RN210CSN）導入した[1][2]。京成バスでは予備車がなかったため、検査時などにはいすゞ・ジャーニーQ（P-MR112D）を代走させたこともあった。
  - 専用車両のデザインは公募により決定されたものである。
  - 東洋バスも「ぐるっと号」受託にあたり同型車を導入した。なお、東洋バス、京成バスともに日産ディーゼル車は一般路線では導入していない。
  - 日産ディーゼル・RNは、2015年3月31日まで専用車として使用されていた。